# Geografía de las Islas Feroe

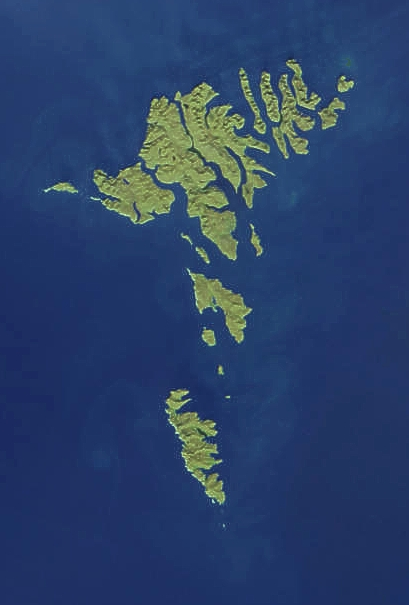
Vista satelital de las Islas Feroe.

Las islas Feroe son un grupo de dieciocho islas de la costa del norte de Europa, entre el mar de Noruega y el Atlántico Norte, a medio camino entre Islandia y Noruega. Sus coordenadas son 62°N 7°O / 62, -7. Poseen una extensión  de 1.393 km², sin incluir los principales lagos o ríos. Hay 1.117 kilómetros de costa y, al ser islas, no tienen fronteras terrestres con ningún otro país.
Las islas Feroe generalmente tienen veranos frescos e inviernos suaves, con un cielo generalmente nublado y frecuentes nieblas  y fuertes vientos. A pesar de su alta latitud su clima es más benigno que en otros lugares debido a la corriente del Golfo. Las islas son escarpadas y rocosas con algunos picos bajos y sus costas están en su mayoría bordeadas por acantilados. El punto más bajo está en el nivel del mar, mientras que su máxima altura es Slættaratindur, con 882 m s. n. m. La comunicación por carretera ha sido tradicionalmente difícil, a pesar de las recientes construcciones de túneles.

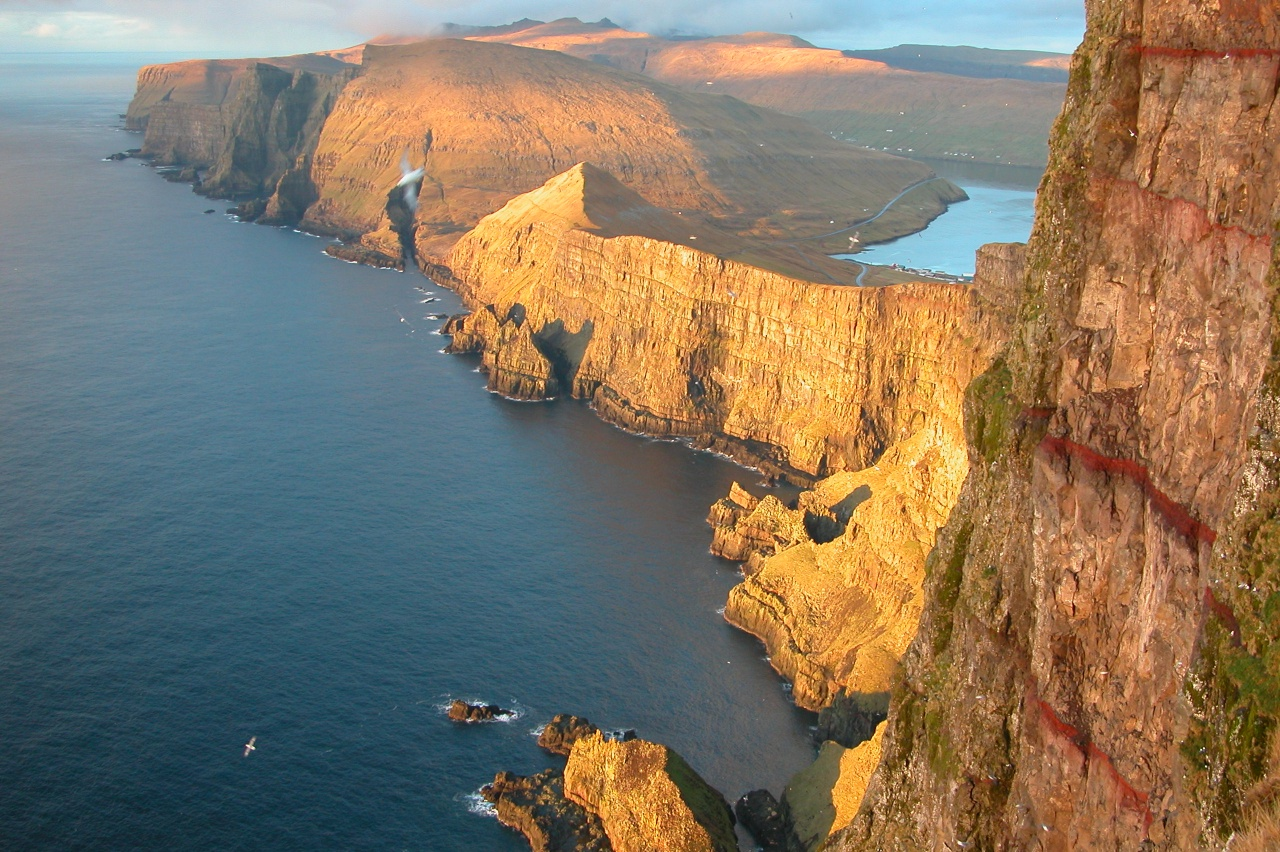
Vista de la costa oeste de Suðuroy.

Muchas de las islas Feroe tienden a ser de forma alargada. Los recursos naturales de las islas son los peces, las ballenas y la energía hidroeléctrica.

## Estadísticas
Coordenadas geográficas
- 62°00′N 06°47′O / 62.000, -6.783
- Norte: Enniberg, 62°29′,2 N
- Sur: Sumbiarsteinur, 61°21′,6 N
- Oeste: Gáadrangur, 7°40′,1 W
- Este: Stapin, 6°21′,5 W

Superficie
- Tierra: 1,393 km²

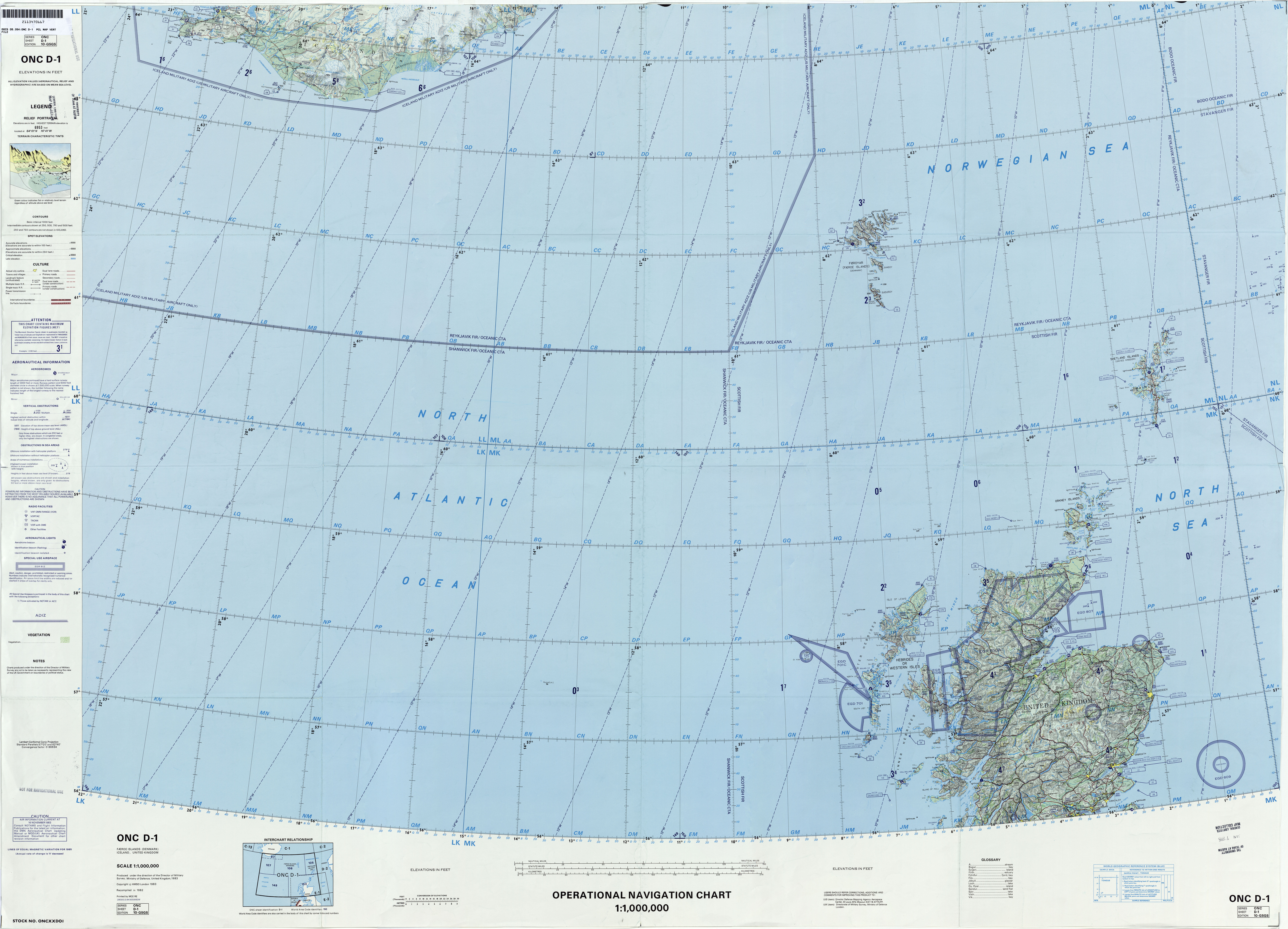
Carta de navegación que incluye a las Islas Feroe

- Agua: 7,19 km² (la zona incluye 10 de los mayores lagos. Hay una serie de pequeños lagos y arroyos.)

Fronteras
0 km
Línea costera
1,289 km
Reclamaciones marítimas
- Plataforma continental: 200 millas náuticas.
- Zona económica exclusiva: 200 millas náuticas.
- Mar territorial: 12 millas náuticas.

Clima
Clima oceánico subártico (Clasificación climática de Köppen Cfc) moderado por la  corriente del Atlántico Norte, largos inviernos suaves, con mucho viento. Veranos cortos y frescos, húmedos en el sur y el oeste. Clima polar (Köppen ET) en algunas montañas.
Terreno
Robusto, rocoso com algunos picos bajos, la mayoría de la costa con acantilados a lo largo . Las costas son muy accidentada, con fiordos , y los pasos estrechos entre las islas son agitados por fuertes corrientes de marea.
Elevaciones extremas
- Punto más bajo: Océano Atlántico 0 m
- Punto más alto: Slættaratindur 882 m

Uso de la tierra
- Tierra cultivable: 2.14%
- Cultivos perennes: 0%
- Otras: 97.86%